# Salla Casset
Pour les articles homonymes, voir Casset.
Salla Casset (1910-1974) est l'un des précurseurs de la photographie au Sénégal.

## Biographie
Salla Casset est né en 1910 à Saint-Louis. Il est le jeune frère de Mama Casset. Comme lui, il se consacre surtout aux portraits.
Il meurt à Dakar en 1974.